# Vela nos Jogos Olímpicos de Verão de 1932 - Star
As provas da classe Star da vela nos Jogos Olímpicos de Verão de 1932 ocorreram entre 5 e 12 de agosto daquele ano no Porto de Los Angeles, nos Estados Unidos. O programa compunha sete regatas, além de uma regata de desempate na decisão da medalha de bronze. Para esta classe, houve 14 velejadores, em 7 barcos, de 7 nações inscritas.

## Calendário
| ● | Competições desportivas | ● | Finais |

| Data                      | Agosto | Agosto | Agosto | Agosto | Agosto | Agosto | Agosto | Agosto |
| Data                      | 5 Sex  | 6 Sáb  | 7 Dom  | 8 Seg  | 9 Ter  | 10 Qua | 11 Qui | 12 Sex |
| ------------------------- | ------ | ------ | ------ | ------ | ------ | ------ | ------ | ------ |
| Star                      | ●      | ●      | ●      | ●      | ●      | ●      | ●      | ●      |
| Total de medalhas de ouro |        |        |        |        |        |        |        | 1      |

## Configuração do curso
Os iates visitantes foram mantidos a uma distância segura dos barcos de corrida pela Guarda Costeira dos Estados Unidos. O percurso na figura a seguir foi usado durante as regatas olímpicas de Star de 1932 em todas as regatas:

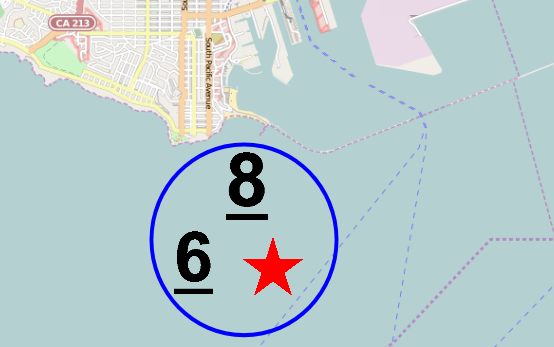
Área do curso

## Medalhistas
A dupla Gilbert Gray e Andrew Libano, dos Estados Unidos, finalizou a competição em primeiro lugar com domínio em todas as regatas, conquistando a medalha de ouro. A prata ficou com os britânicos Colin Ratsey e Peter Jaffe. Por fim, a medalha de bronze foi conquistada por Gunnar Asther e Daniel Sundén-Cullberg, da Suécia.
|  | USA Estados Unidos         |  | GBR Grã-Bretanha         |  | SWE Suécia                           |
|  | Gilbert Gray Andrew Libano |  | Colin Ratsey Peter Jaffe |  | Gunnar Asther Daniel Sundén-Cullberg |

## Resultados
Estes foram os resultados da competição:
| Pos.              | Velejador                            | Embarcação   | Regata I | Regata I | Regata II | Regata II | Regata III | Regata III | Regata IV | Regata IV | Regata V | Regata V | Regata VI | Regata VI | Regata VII | Regata VII | Desempate | Total |
| Pos.              | Velejador                            | Embarcação   | Pos.     | Pts.     | Pos.      | Pts.      | Pos.       | Pts.       | Pos.      | Pts.      | Pos.     | Pts.     | Pos.      | Pts.      | Pos.       | Pts.       | Pos.      | Total |
| ----------------- | ------------------------------------ | ------------ | -------- | -------- | --------- | --------- | ---------- | ---------- | --------- | --------- | -------- | -------- | --------- | --------- | ---------- | ---------- | --------- | ----- |
| Medalha de ouro   | Gilbert Gray Andrew Libano           | Jupiter      | 1        | 7        | 3         | 5         | 1          | 7          | 1         | 7         | 1        | 7        | 2         | 6         | 1          | 7          |           | 46    |
| Medalha de prata  | Colin Ratsey Peter Jaffe             | Joy          | 2        | 6        | 4         | 4         | 4          | 4          | 4         | 4         | 3        | 5        | 1         | 7         | 3          | 5          |           | 35    |
| Medalha de bronze | Gunnar Asther Daniel Sundén-Cullberg | Swedish Star | 3        | 5        | 7         | 1         | 5          | 3          | 5         | 3         | 4        | 4        | 3         | 5         | 2          | 6          | 1         | 27    |
| 4                 | Henry Wylie Henry Simmonds           | Windor       | 5        | 3        | 5         | 3         | 2          | 6          | 2         | 6         | 6        | 2        | 4         | 4         | 5          | 3          | DNS       | 27    |
| 5                 | Jean-Jacques Herbulot Jean Peytel    | Tramontane   | DNF      | 0        | 2         | 6         | 3          | 5          | 3         | 5         | 2        | 6        | DSQ       | 0         | 4          | 4          |           | 26    |
| 6                 | Jan Maas Adriaan Maas                | Holland      | 4        | 4        | 6         | 2         | 6          | 2          | DNF       | 0         | 5        | 3        | 5         | 3         | DNS        | 0          |           | 14    |
| 7                 | Cecil Goodricke Arent Van Soelen     | Springbok    | DNF      | 0        | 1         | 7         | DNF        | 0          | DNS       | 0         | DNS      | 0        | DNS       | 0         | DNS        | 0          |           | 7     |